# Nissan Juke
El Nissan Juke es un automóvil todocamino del segmento B que el fabricante japonés Nissan lanzó en el año 2010. Tiene motor delantero transversal, tracción delantera o a las cuatro ruedas y carrocería de cinco puertas. Tiene por competidores el Opel Crossland X, el Opel Mokka, el Hyundai Kona, Kia Soul, el Mazda CX-3, el Mazda Verisa, el Mini Countryman, el Seat Arona, el Suzuki SX4, el Renault Captur y el Toyota Urban Cruiser.
El modelo se presentó como prototipo en el Salón del Automóvil de Ginebra de 2009 con el nombre. El modelo de producción se presentó en la edición 2010 de la muestra suiza, y se comenzó a vender en junio de ese año. Tiene una parrilla que cubre todo el frontal, dos juegos de faros delanteros, pasarruedas muy marcados, ventanillas laterales delgadas y faros traseros con forma de boomerang. Esto lo hace contrastar con el Nissan Note y el Nissan Cube, otros modelos del segmento B de la marca, que tiene formas más cuadradas.
El chasis del Juke es monocasco, y lo comparte con el Note, el Cube, el Nissan Tiida y el Nissan Leaf. Se ofrece con tres motores, todos de cuatro cilindros en línea: una gasolina atmosférico de 1,6 litros y 117 CV, una gasolina turboalimentado de 1,6 litros y 190 CV, y un turbodiésel de 1,5 litros y 110 CV. El primero está acoplado a una caja de cambios manual de cinco velocidades, y los otros dos, a una de seis. Los de gasolina también se ofrecen con transmisión variable continua.

## Recepción
Se informó que los clientes de Juke eran principalmente jóvenes y ancianos, lo que resultó en una edad promedio de finales de los 40 años.